# 王伯群

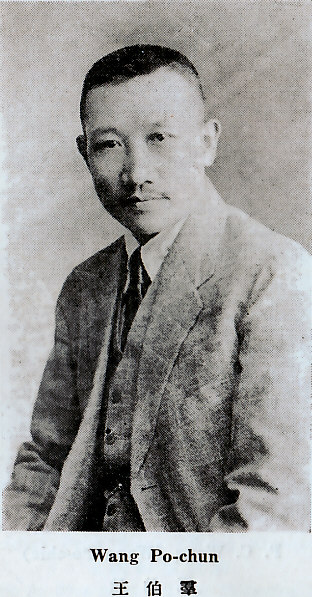

王伯群（1885年—1944年12月20日），名文选，曾用名樸、荫泰，字伯群，以字行，斋名清雪庐，贵州省兴义县下五屯镇景家屯人，中华民国政治人物。

## 生平

### 早年经历
王伯群18岁在笔山书院师从姚华，攻读《孟子》和《左传》。光绪三十一年（1905年），得其舅父刘显世资助，作为兴义首批公派学生东渡日本就读大冢弘文学校，后入日本中央大学攻读政治经济，再入中央研究院深造。期间，又加入同盟会，参加革命活动。
民国8年（1919年），主张讨伐袁世凯，参加护国运动。被誉为“天津会议七君子之一”。护国运动中历任贵州督军府总参赞，黔军总司令秘书长等职。民国8年（1919年），加入中国革命党，为南北议和代表，议和会议流产后，随孙中山赴广州任军政府交通部长。民国10年（1921年），在孙中山大总统府任参议。

### 護国战争的活動
辛亥革命爆发后，王伯群归国，赴北京参加章炳麟（章太炎）、程德全、張謇組織的中華民国聯合会。此後，王伯群加入統一党并任幹事，后为组织该党貴州省支部而奔走。1912年（民国元年）3月，滇軍唐继尧占领貴州，获劉显世支持。王伯群任共和党、進步党幹事。1914年（民国3年），他代表貴州参加政治会議。
1915年（民国4年），袁世凱称帝，王伯群同貴州的進步党党員戴戡等人反对。他们同梁启超、蔡鍔等人在天津秘密会談，策划反袁起义。同年12月，王伯群帮蔡鍔回到雲南，参加同雲南将軍唐継尧的謀議。12月末，蔡鍔、唐継尧、梁啓超组织護国軍并发出反袁世凱的電報，護国战争爆发。王伯群以及弟弟、黔军将领王文華向对起义持消极态度的貴州護軍使劉显世施加压力，後来劉显世终于倒向了護国軍方面。此後，王伯群成为護国軍的干部之一，为翌年6月護国軍的勝利发挥了领导作用。

### 貴州内乱

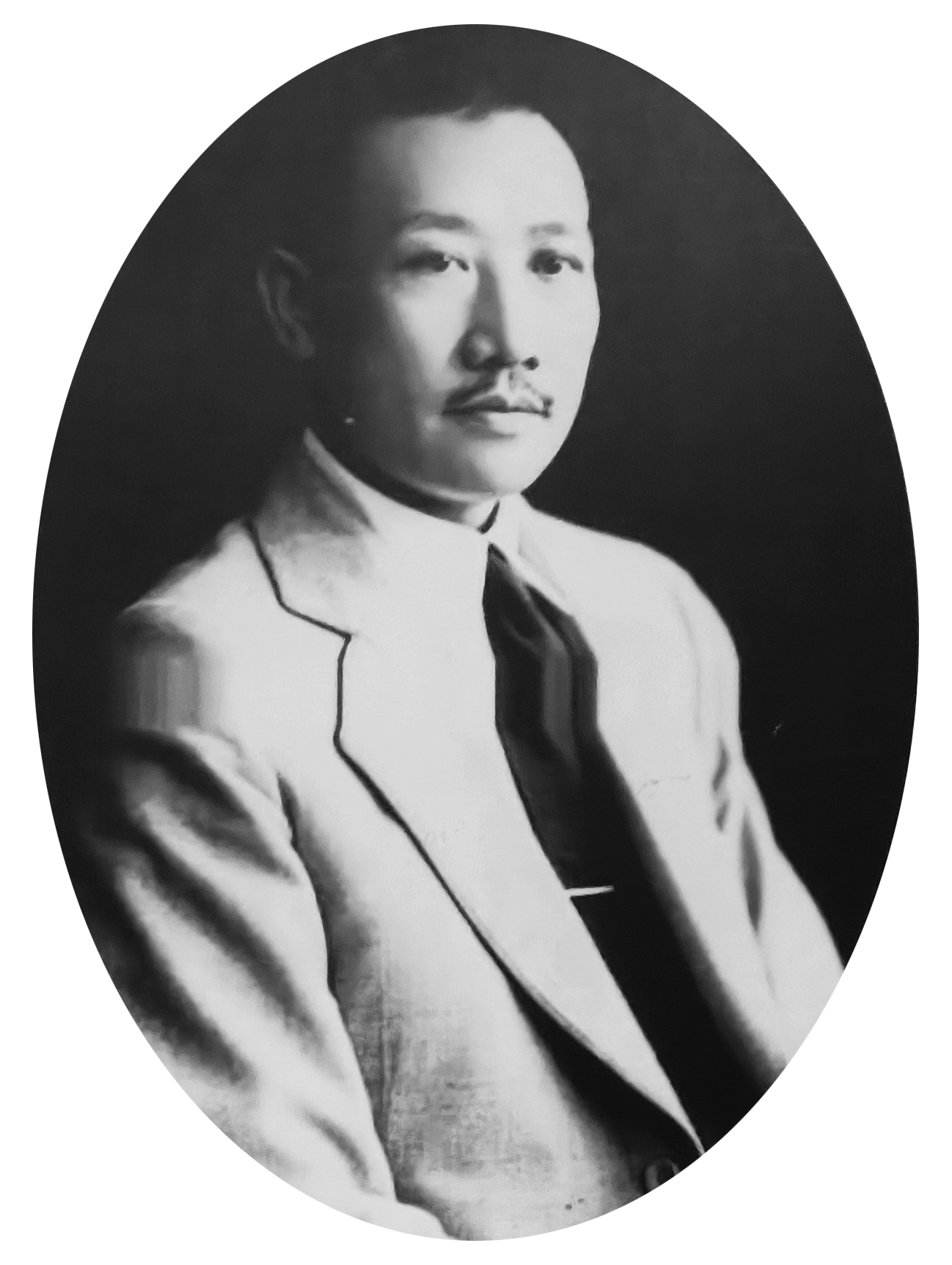

此後，王伯群在貴州省内参与采矿相关业务，先后任裕黔公司董事、群益社理事長。1918年（民国7年）11月，他作为貴州省長公署代表赴广州，支援孫文（孫中山）的護法運動。翌年，王伯群加入中華革命党，作为劉显世的代理人常驻上海。
同年3月，王伯群作为貴州省的代表同美国的華僑会社签订了改建渝柳铁路借款合同，该铁路自重庆至柳州，途经貴陽。但是，该合同给与企业在周边地区的开发自由，而貴州省方面的還款条件又很严，貴州督軍劉显世的「旧派」（支持北洋政府派的旧軍、政界及财界实力派多属此派）表示反对。另一方面，王伯群、王文華兄弟代表的「新派」（支持孫文派的新軍、若干軍人为核心）对此进行牵制。此後，旧派和新派的权力斗争愈演愈烈。
1919年（民国8年），旧派的贵州省政務厅長陳廷策被新派行刺负伤，同属旧派的贵州省財政厅長張協陸在新派逼迫下自杀（民八事变）。此后，王伯群、王文華兄弟在貴州省内的权力扩大。1920年（民国9年）11月，王文華发动对旧派的讨伐，劉显世被迫下野（民九事变）。但是，因迫使叔父下野，政变之際又对旧派要人进行殺戮，王文華怕被批判而未担任貴州督軍，此后赴上海的王伯群处避居。
1921年（民国10年）3月，王文華遭北洋政府支持的老部下袁祖銘暗殺。此後，貴州省的軍人激烈争夺该省的主导权。1922年（民国11年）3月，广東軍政府任命王伯群为貴州省長，但因袁祖銘的妨害而未到任。同年，王伯群加入中国国民党。

### 大夏大学校長、交通部長

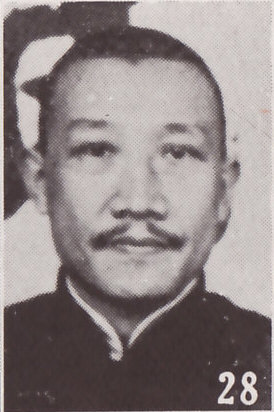
王伯群照片（1941年《最新支那要人传》）

王伯群在政治活動之余，于1924年（民国13年）夏同馬君武在上海创建大夏大学。当时厦門大学学生因遭到北京政府镇压而受影响，丧失修学场所的学生及失业教師急需救济，大夏大学即在此时为这些师生开办。1926年（民国15年）冬，王伯群继馬君武之後任大夏大学校長。
蒋介石发动四·一二政变，成立南京国民政府，王伯群参加该政府，任交通部部長。作为首任交通部長，王伯群成为各项交通事业的奠基人，特别是在電信、航空方面取得显著成果。1928年（民国17年），国民革命军北伐，南京国民政府取代北洋政府。6月，北京交通大学更名为“第三交通大学”，王伯群任校长。1931年（民国20年）12月，因为同鸦片秘密貿易相关，王伯群遭到弹劾，被迫辞去交通部長职务。此後，他历任川滇黔視察專員、行政院駐平政務整理委員会委員。
抗日战争爆发后，王伯群将大夏大学及復旦大学迁往内地。王伯群帮助教育部进行迁移活动，两大学组成的第一聯合大学在江西省廬山（後迁往重慶）、第二聯合大学设在貴陽。同年12月，王伯群任後者的校長，此後第一聯合大学被指定为復旦大学，第二聯合大学被指定为大夏大学。王伯群在战争期间专心提高学生的教育水平。1944年（民国33年）12月20日，王伯群在重慶的江北陸軍医院因胃潰瘍而逝世。享年60岁（满59岁）。1946年大夏大学在校园内修建“思群堂”以纪念王伯群，现址位于华东师范大学中山北路校区内。

## 家庭
- 弟弟：王文華
- 妹夫：何应欽
- 舅舅：刘显世